# Markus Keller (Eishockeyspieler)
Markus Keller (* 19. August 1989 in Augsburg) ist ein ehemaliger deutscher Eishockeytorwart und derzeitiger -funktionär, der im Verlauf seiner aktiven Karriere zwischen 2006 und 2025 unter anderem 232 Spiele für die Augsburger Panther in der Deutschen Eishockey Liga (DEL) bestritten hat.

## Karriere

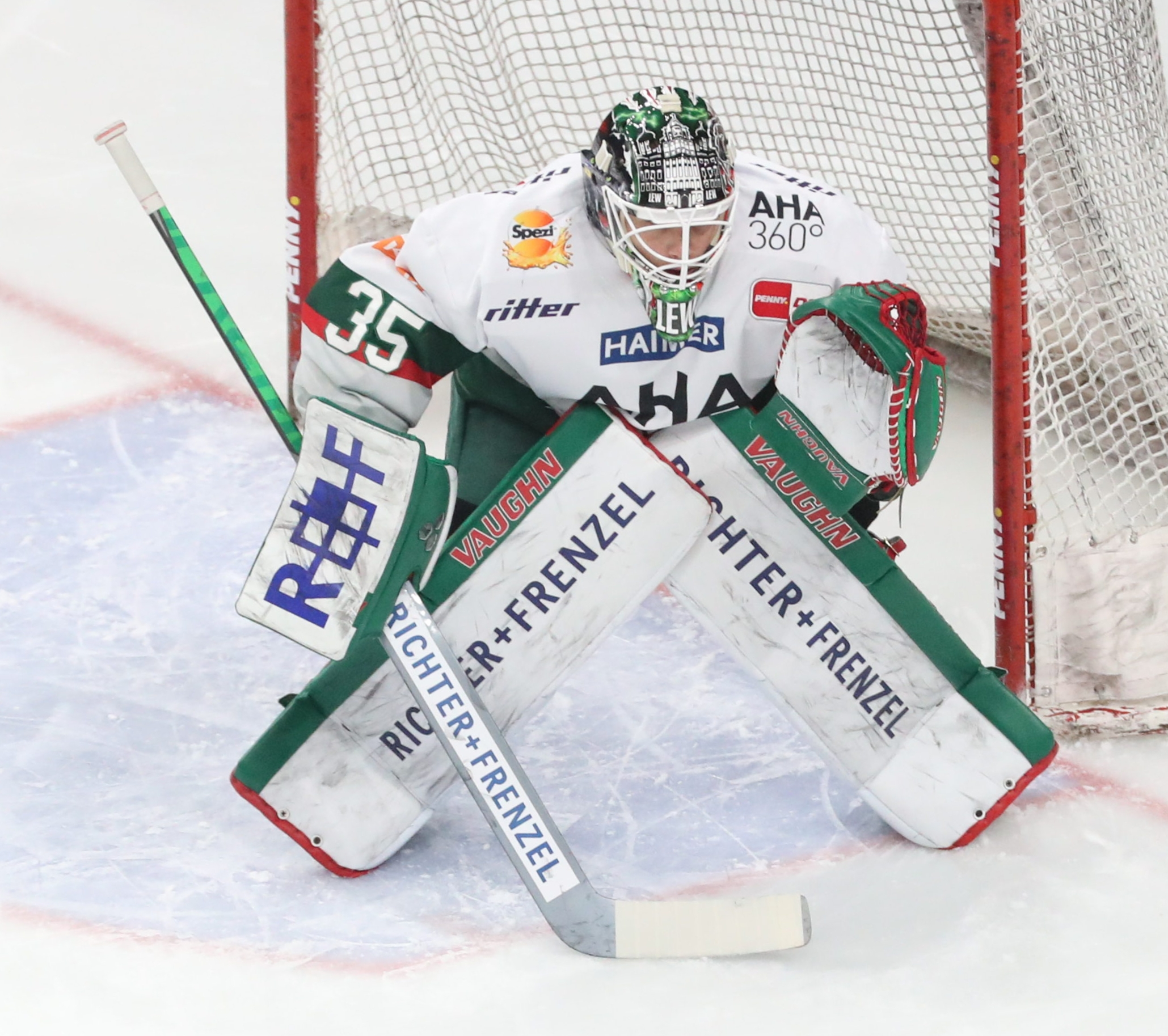
Keller im Trikot der Augsburger Panther (2022)

Markus Keller begann seine Karriere im Alter von zehn Jahren bei den Augsburger Panthern, für die er – mit Ausnahme von drei Jahren beim ESV Königsbrunn – die Nachwuchsabteilungen durchlief und bis 2006 bei den Jungpanthern spielte. Anschließend wechselte er in den Nachwuchs der Krefeld Pinguine, wo er für deren Juniorenmannschaft in der Deutschen Nachwuchsliga (DNL) spielte. Zur Saison 2007/08 ging der Linksfänger über eine Förderlizenz der Augsburger Panther in die drittklassige Oberliga zum EC Peiting und absolvierte dort sowohl für die Herrenmannschaft als auch für das Junioren-Bundesliga-Team insgesamt 17 Pflichtspiele. Ein Jahr später wurde Keller vom Ligakonkurrenten Eisbären Juniors Berlin verpflichtet und bildete mit Sebastian Albrecht das Torhütergespann.
Nach der Auflösung der Oberliga-Mannschaft und dem Weggang von Youri Ziffzer bekam der Augsburger die Rolle des Ersatzmanns hinter Rob Zepp bei den Eisbären Berlin und kam damit am 4. September 2009 zu seinem ersten Einsatz in einem Spiel der Deutschen Eishockey Liga (DEL) gegen die Kassel Huskies. Im selben Jahr wurde er mit einer Förderlizenz für den Partner der Eisbären – die Dresdner Eislöwen – ausgestattet und stand dort als Vertreter für Kellen Briggs im Tor. Ende Januar 2010 wurde er von den Eisbären Berlin bis Saisonende an den EC Bad Nauheim ausgeliehen, behielt dabei jedoch seine Förderlizenz für die Dresdner Eislöwen. Die folgenden zwei Jahre spielte er sehr erfolgreich für die Bad Nauheimer, wo er zweimal hintereinander zum besten Torhüter der Oberliga West gewählt wurde.
Im April 2012 verpflichtete der SC Riessersee aus der 2. Bundesliga den Schlussmann für die Saison 2012/13, nachdem Leonhard Wild sein Karriereende bekannt gegeben hatte. Nach dieser einen Spielzeit beim SC Riessersee kehrte Keller zu seinem Heimatverein, den Augsburger Panthern, zurück. In seiner ersten kompletten DEL-Saison kam er in 32 von 52 möglichen Spielen zum Einsatz. Sein erster DEL-Shutout gelang ihm am 6. Oktober 2013 beim 4:0-Sieg gegen die Hamburg Freezers. Anfang April 2015 wechselte Keller in die DEL2 zu den Kassel Huskies. Mit den Huskies gewann er in seiner ersten Saison die Meisterschaft der DEL2 und wurde zudem zum wertvollsten Spieler der Playoffs gekürt.
Im April 2018 wechselte er – als einer der besten Keeper der DEL2 mit einer Fangquote von über 91 Prozent – wieder zurück in die DEL zu den Augsburger Panthern. In der Saison 2018/19 hatte Keller mit 21 Einsätzen Anteil am erfolgreichsten Abschneiden in der Vereinsgeschichte des AEV, der die Hauptrunde auf dem dritten Platz beendete und sich damit für die Champions Hockey League qualifizierte. Im Verlauf des Spieljahres 2022/23 übernahm er schließlich den Stammposten im Tor von Dennis Endras, sodass Keller in der Spielzeit 2023/24 seine bisherige Bestmarke an Einsätzen brach, als er in 36 von 52 Spielen zum Einsatz kam. In der Spielzeit 2024/25 brach Keller den Augsburger Vereinsrekord für Torwarteinsätze in der DEL, der vorher von Endras gehalten worden war und bei 220 Spielen gelegen hatte. Im März 2025 gab der 35-Jährige das Ende seiner aktiven Karriere bekannt, blieb den Panthern aber in der Funktion des Teammanagers erhalten. 

### International
Zwischen 2006 und 2009 nahm Keller an mehreren internationalen Turnieren mit den deutschen U18-, U19- und U20-Nationalmannschaften teil. Unter anderem spielte er bei der World Junior A Challenge 2006 im kanadischen Yorkton und Humboldt sowie bei der World Junior A Challenge 2008 in Camrose. In der Saison 2013/14 stand Keller erstmals im erweiterten Kader der A-Nationalmannschaft.

## Erfolge und Auszeichnungen
| - 2011 Torwart des Jahres der Oberliga West - 2012 Torwart des Jahres der Oberliga West - 2016 DEL2-Meister mit den Kassel Huskies | - 2016 Höchste Fangquote und geringster Gegentorschnitt der DEL2-Playoffs - 2016 Wertvollster Spieler des DEL2-Playoffs |

## Karrierestatistik

### International
Vertrat Deutschland bei:
- World Junior A Challenge 2006
- World Junior A Challenge 2008

(Legende zur Torhüterstatistik: GP oder Sp = Spiele insgesamt; W oder S = Siege; L oder N = Niederlagen; T oder U oder OT = Unentschieden oder Overtime- bzw. Shootout-Niederlage; Min. = Minuten; SOG oder SaT = Schüsse aufs Tor; GA oder GT = Gegentore; SO = Shutouts; GAA oder GTS = Gegentorschnitt; Sv% oder SVS% = Fangquote; EN = Empty Net Goal; 1 Play-downs/Relegation; Kursiv: Statistik nicht vollständig)